# Liste der Baudenkmäler in Kettwig
Die Liste der Baudenkmäler in Kettwig enthält die denkmalgeschützten Bauwerke auf dem Gebiet von Essen-Kettwig, Stadtbezirk IX, in Nordrhein-Westfalen (Stand: Oktober 2018). Diese Baudenkmäler sind in der Denkmalliste der Stadt Essen eingetragen; Grundlage für die Aufnahme ist das Denkmalschutzgesetz Nordrhein-Westfalen (DSchG NRW).

| Bild                                          | Bezeichnung                                           | Lage                                                             | Beschreibung | Bauzeit                            | Eingetragen seit   | Denkmal- nummer |
| --------------------------------------------- | ----------------------------------------------------- | ---------------------------------------------------------------- | --- | ---------------------------------- | ------------------ | --------------- |
| weitere Bilder                                | Ruine Kattenturm                                      | Am Kattenturm Karte                                              | Rest des Rittersitzes Luttelnau | 13. Jahrhundert                    | 14. Februar 1985   | 83              |
| weitere Bilder                                | Mühlengrabenbrücke                                    | Am Mühlengraben Karte                                            | durch Abt Bernhard II. von Werden aus Ruhrsandstein errichtet | 1786                               | 14. Februar 1985   | 84              |
| weitere Bilder                                | Wohn- und Geschäftshaus                               | Am Mühlengraben 2–4 Karte                                        | | Anfang 19. Jahrhundert             | 14. Februar 1985   | 175             |
| BW                                            | Keller                                                | Am Mühlengraben 3 Karte                                          | | 17. Jahrhundert                    | 17. Juli 2002      | 927             |
| BW                                            | Fachwerkhaus                                          | An der Pierburg 2 Karte                                          | | um 1820                            | 10. Juli 1986      | 176             |
| BW                                            | Fachwerkhaus                                          | An der Pierburg 4 Karte                                          | | Anfang 19. Jahrhundert             | 10. Dezember 1987  | 250             |
| Wohnhaus                                      | Wohnhaus                                              | An der Pierburg 78 Karte                                         | | 18. Jahrhundert                    | 10. Juli 1987      | 177             |
| weitere Bilder                                | Schloss Hugenpoet                                     | August-Thyssen-Straße, bei Hausnr. 51 Karte                      | dreiteiliges, von Gräften umgebenes Wasserschloss | 1647–1696                          | 14. Februar 1985   | 85              |
| weitere Bilder                                | Fachwerkhaus                                          | August-Thyssen-Straße 1 Karte                                    | | 1. Hälfte 19. Jahrhundert          | 8. Juni 1989       | 422             |
| weitere Bilder                                | Wohnhaus                                              | August-Thyssen-Straße 13/14 Karte                                | | 2. Hälfte 19. Jahrhundert          | 10. Dezember 1987  | 251             |
| weitere Bilder                                | Kowarz-Hof                                            | August-Thyssen-Straße 63 Karte                                   | | 1810                               | 10. Dezember 1987  | 252             |
| Altenbruchs-Hof                               | Altenbruchs-Hof                                       | August-Thyssen-Straße 69 Karte                                   | | 2. Hälfte 18. Jahrhundert          | 10. Dezember 1987  | 253             |
| weitere Bilder                                | 3 Wohnhäuser (Siedlung Scheidt)                       | Bachstraße 29/31, 33/35/37, 39/41 Karte                          | | 2. Hälfte 19. Jahrhundert          | 10. Dezember 1987  | 254             |
| weitere Bilder                                | Fabrikgebäude, ehemalige Textilfabrik Klein-Schlatter | Bachstraße 76-78 / Promenadenweg 19-23 Karte                     | 2010 zu einem Wohnkomplex umgestaltet | zwischen 1868 und 1937             | 13. Juli 1995      | 859             |
| weitere Bilder                                | Siedlung Am Bögelsknappen                             | Bergstraße 38/40,42/44,46,48/50 / Hopmannplatz 1/3,5,6/7,8 Karte | | 1920er Jahre                       | 30. November 2004  | 937             |
| BW                                            | Splitterschutzzelle                                   | Charlottenhofstraße 164 Karte                                    | Luftschutzanlage im Garten eines Grundstücks an der Charlottenhofstraße 164 | 1930er Jahre                       | 24. September 2004 | 1003            |
| Fachwerkhaus                                  | Fachwerkhaus                                          | Corneliusstraße 65 Karte                                         | | 1866                               | 9. August 1990     | 594             |
| Wohnhaus                                      | Wohnhaus                                              | Corneliusstraße 78 Karte                                         | | erste Hälfte 19. Jahrhundert       | 10. Juli 1986      | 178             |
| weitere Bilder                                | Denkmal an der evangelischen Kirche                   | Hauptstr. Karte                                                  | Denkmal Kaiser Wilhelm I. | 1889                               | 9. Dezember 1993   | 798             |
| Wohnhaus                                      | Wohnhaus                                              | Hauptstraße 8 Karte                                              | |                                    | 10. Dezember 1987  | 257             |
| weitere Bilder                                | Villa Kantelberg                                      | Hauptstraße 12 Karte                                             | | 1899                               | 10. April 1986     | 351             |
| Wohnhaus (Hotel)                              | Wohnhaus (Hotel)                                      | Hauptstraße 23 Karte                                             | | Mitte 19. Jahrhundert              | 10. Dezember 1987  | 258             |
| ehemalige Fabrikantenvilla                    | ehemalige Fabrikantenvilla                            | Hauptstraße 29 Karte                                             | | 2. Hälfte 19. Jahrhundert          | 10. Juli 1986      | 179             |
| Fachwerkhaus                                  | Fachwerkhaus                                          | Hauptstraße 37-39 Karte                                          | | 1785                               | 25. Juni 1992      | 761             |
| weitere Bilder                                | Haus im Engel                                         | Hauptstraße 63 Karte                                             | ehemaliges Haus der Hugenottenfamilie d’Ange | Mitte 19. Jahrhundert              | 14. Februar 1985   | 86              |
| Wohnhaus                                      | Wohnhaus                                              | Hauptstraße 73 Karte                                             | vom Tuchfabrikanten Wilhelm Scheidt im klassizistischen Stil errichtet | 1832                               | 10. Mai 1987       | 210             |
| Wohnhaus                                      | Wohnhaus                                              | Hauptstraße 75/77 Karte                                          | | Mitte 19. Jahrhundert              | 10. Dezember 1987  | 260             |
| weitere Bilder                                | Wohnhaus                                              | Hauptstraße 79 Karte                                             | | Mitte 19. Jahrhundert              | 10. Dezember 1987  | 261             |
| Wohnhaus                                      | Wohnhaus                                              | Hauptstraße 81/83 Karte                                          | | 1860–1870                          | 10. Dezember 1987  | 262             |
| Fachwerkhaus                                  | Fachwerkhaus                                          | Hauptstraße 86/Anbau hinter Hausnr. 86 Karte                     | | 18. Jahrhundert                    | 10. Dezember 1987  | 263             |
| Fachwerkhaus                                  | Fachwerkhaus                                          | Hauptstraße 94 Karte                                             | | 18. Jahrhundert                    | 10. Dezember 1987  | 264             |
| weitere Bilder                                | Wohn- und Geschäftshaus                               | Hauptstraße 99 Karte                                             | | 19. Jahrhundert                    | 10. Dezember 1987  | 265             |
| Wohn- und Geschäftshaus                       | Wohn- und Geschäftshaus                               | Hauptstraße 101-105 Karte                                        | | vor 1850                           | 22. Mai 1997       | 886             |
| Fachwerkhaus                                  | Fachwerkhaus                                          | Hauptstraße 104 Karte                                            | | 1. Hälfte 19. Jahrhundert          | 10. Dezember 1987  | 266             |
| weitere Bilder                                | Fachwerkwohnhaus                                      | Hauptstraße 106 Karte                                            | | 17. Jahrhundert                    | 10. Dezember 1987  | 267             |
| 3 Wohn- und Geschäftshäuser                   | 3 Wohn- und Geschäftshäuser                           | Hauptstraße 107/109/111 Karte                                    | zwei bergische Fachwerkhäuser und ein Steinhaus | 1. Hälfte 19. Jahrhundert          | 10. Juli 1986      | 180             |
| 3 Wohn- und Geschäftshäuser                   | 3 Wohn- und Geschäftshäuser                           | Hauptstraße 114-118 Karte                                        | drei verschieferte Fachwerkbauten | 18. Jahrhundert                    | 8. August 1985     | 93              |
| weitere Bilder                                | Wohn- und Geschäftshaus                               | Hauptstraße 115 Karte                                            | | um 1800                            | 29. Oktober 2002   | 928             |
| Fachwerkhaus                                  | Fachwerkhaus                                          | Hauptstraße 125/127 Karte                                        | | Anfang 19. Jahrhundert             | 10. Dezember 1987  | 268             |
| weitere Bilder                                | Wohnhaus                                              | Hauptstraße 131 Karte                                            | | 19. Jahrhundert                    | 10. Juli 1986      | 181             |
| BW                                            | Fachwerkkotten                                        | Heistershecken 61 Karte                                          | ehemaliger Bergmannskotten, vom Mitbegründer der Zeche Erbenbank erbaut | 19. Jahrhundert                    | 10. Juli 1986      | 182             |
|                                               | Fachwerkhaus                                          | Heistershecken 71                                                | | 1821–1867                          | 14. Mai 1987       | 211             |
| Fachwerkhaus                                  | Fachwerkhaus                                          | Höseler Weg 8 Karte                                              | | 1. Hälfte 19. Jahrhundert          | 10. Dezember 1987  | 269             |
| weitere Bilder                                | Fachwerkhaus                                          | Höseler Weg 14 Karte                                             | | vor 1823                           | 10. August 1989    | 526             |
| weitere Bilder                                | Fachwerkhaus                                          | Höseler Weg 16 Karte                                             | | 1. Hälfte 19. Jahrhundert          | 13. Oktober 1994   | 836             |
| BW                                            | Bauernhaus                                            | Icktener Straße 101 Karte                                        | | 16. Jahrhundert                    | 14. Februar 1985   | 87              |
| Fachwerkhaus                                  | Fachwerkhaus                                          | Kaiserstraße 2 Karte                                             | | -                                  | 10. Dezember 1987  | 271             |
| weitere Bilder                                | Fachwerkhaus                                          | Kaiserstraße 7 Karte                                             | | um 1800                            | 10. Dezember 1987  | 272             |
| Fachwerkwohnhaus                              | Fachwerkwohnhaus                                      | Kaiserstraße 8 Karte                                             | | um 1800                            | 10. Dezember 1987  | 273             |
| Wohn- und Geschäftshaus                       | Wohn- und Geschäftshaus                               | Kaiserstraße 11/13 Karte                                         | | 1. Hälfte 19. Jahrhundert          | 8. Juni 1989       | 423             |
| weitere Bilder                                | Fachwerkhaus                                          | Kaiserstraße 12/14 Karte                                         | | 17. Jahrhundert                    | 10. Dezember 1987  | 274             |
| weitere Bilder                                | Fachwerkwohnhaus                                      | Kaiserstraße 19 Karte                                            | | 18. Jahrhundert                    | 10. Dezember 1987  | 275             |
| Fachwerkhaus                                  | Fachwerkhaus                                          | Kaiserstraße 23 Karte                                            | | 18. Jahrhundert                    | 10. Dezember 1987  | 276             |
| weitere Bilder                                | Fachwerkhaus                                          | Kaiserstraße 25/25a Karte                                        | | 18. Jahrhundert                    | 10. Dezember 1987  | 277             |
| weitere Bilder                                | sogenannter Kaiserhof                                 | Kirchfeldstraße 16 Karte                                         | ehemaliges Fabrikantenhaus des Textilfabrikanten Gottfried Wilhelm Scheidt | 1799–1800                          | 14. Februar 1985   | 88              |
| Wohnhaus                                      | Wohnhaus                                              | Kirchfeldstraße 25 Karte                                         | | 1. Hälfte 19. Jahrhundert          | 10. Dezember 1987  | 278             |
| Fachwerkhaus                                  | Fachwerkhaus                                          | Kirchfeldstraße 25a Karte                                        | | 2. Hälfte 19. Jahrhundert          | 10. Dezember 1987  | 279             |
| weitere Bilder                                | Wohnhaus in Fachwerkbauweise                          | Kirchtreppe 2 Karte                                              | | 17. Jahrhundert                    | 9. Januar 1986     | 109             |
| weitere Bilder                                | Wohnhaus in Fachwerkbauweise                          | Kirchtreppe 5 Karte                                              | | 18. Jahrhundert                    | 9. Januar 1986     | 110             |
| weitere Bilder                                | Fachwerkhaus                                          | Kirchtreppe 6 Karte                                              | | 1646                               | 10. Dezember 1987  | 280             |
| Fachwerkhaus                                  | Fachwerkhaus                                          | Kirchtreppe 7 Karte                                              | | Anfang 19. Jahrhundert             | 10. Dezember 1987  | 281             |
| weitere Bilder                                | 2 Wohnhäuser                                          | Kringsgat 5, 7 Karte                                             | | 19. Jahrhundert                    | 10. Dezember 1987  | 282             |
| weitere Bilder                                | Wohnhaus                                              | Kringsgat 8 Karte                                                | | 2. Hälfte 19. Jahrhundert          | 9. August 1990     | 595             |
| weitere Bilder                                | Fachwerkhaus                                          | Kringsgat 10 Karte                                               | | 1730                               | 10. Dezember 1987  | 283             |
| Wohnhaus                                      | Wohnhaus                                              | Landsberger Straße 1 Karte                                       | | vermutlich um 1830                 | 10. Dezember 1987  | 284             |
| weitere Bilder                                | Fachwerkhaus                                          | Landsberger Straße 8 Karte                                       | | 2. Hälfte 18. Jahrhundert          | 10. Dezember 1987  | 285             |
| weitere Bilder                                | Wohnhaus                                              | Landsberger Straße 19 Karte                                      | | Mitte 19. Jahrhundert              | 14. Mai 1987       | 212             |
| weitere Bilder                                | Wohnhaus                                              | Landsberger Straße 24/26 Karte                                   | Auf dem Grundstück befand sich früher die Synagoge mit Mikwe der ehemaligen jüdischen Gemeinde Kettwig vor der Brücke. | vermutlich 1704                    | 10. Juli 1986      | 184             |
| weitere Bilder                                | Evangelische Kirche am Markt                          | Martin-Luther-Platz Karte                                        | 40 Meter hoher Turm aus dem 13. Jahrhundert, im Zuge der Reformation 1592 protestantisch geworden, Adam Wunderlich ersetzte 1720 einen mehrfach niedergebrannten Vorgängerbau durch das heutige Kirchenschiff aus Ruhrsandstein in Basilikaform                         | Ursprung im 14. Jahrhundert        | 9. Januar 1986     | 111             |
| weitere Bilder                                | Fachwerkhaus                                          | Martin-Luther-Platz 6 Karte                                      | | 1638                               | 10. Dezember 1987  | 286             |
| weitere Bilder                                | Wohnhaus, Fachwerk                                    | Martin-Luther-Platz 7 Karte                                      | | um 1800                            | 10. Juli 1986      | 185             |
| weitere Bilder                                | Scheidt’sches Stammhaus                               | Martin-Luther-Platz 8 Karte                                      | | 1920                               | 10. Dezember 1987  | 287             |
| Wohn- und Geschäftshaus                       | Wohn- und Geschäftshaus                               | Martin-Luther-Platz 9 Karte                                      | | vermutlich 17. Jahrhundert         | 10. Juli 1986      | 288             |
| weitere Bilder                                | Wohnhaus                                              | Meistersweg 7 Karte                                              | Architekt: Julius Rolffs | 1904                               | 24. November 2009  | 954             |
| Fachwerkwohnhaus                              | Fachwerkwohnhaus                                      | Mintarder Weg 21 Karte                                           | | 1766                               | 10. Dezember 1987  | 289             |
| weitere Bilder                                | Kirche St. Peter                                      | Münzenbergerplatz Karte                                          | klassizistischer flachgedeckter Bau; Architekten: Otto von Gloeden, Adolf von Vagedes, Karl Friedrich Schinkel; geweiht 1830; barocker Turm wurde 1886 angebaut; 1975/1976 grundlegend saniert; barocker Hochaltar aus dem aufgehobenen Katharinenkloster in Gerresheim | 1826–1830                          | 14. Februar 1985   | 89              |
| weitere Bilder                                | Wohnhaus                                              | Münzenbergerplatz 1/2 Karte                                      | | 1. Hälfte 19. Jahrhundert          | 10. Dezember 1987  | 290             |
| weitere Bilder                                | Wohnhaus                                              | Münzenbergerplatz 4 Karte                                        | | Mitte 19. Jahrhundert              | 10. Juli 1986      | 186             |
| BW                                            | Fachwerkhaus                                          | Münzenbergerplatz 10 Karte                                       | auf dem Waldgelände der Villa Scheidt befindlich, von öffentlichem Grund aus nicht sichtbar | 1739                               | 22. August 1997    | 887             |
| Wohnhaus (Villa Witwe Schürmann gen. Scheidt) | Wohnhaus (Villa Witwe Schürmann gen. Scheidt)         | Münzenbergerplatz 12 Karte                                       | | 1878–1880                          | 30. April 2002     | 924             |
| BW                                            | Fachwerkhaus                                          | Oefte 8 Karte                                                    | | 18. Jahrhundert                    | 8. September 1988  | 291             |
| Fachwerkhaus                                  | Fachwerkhaus                                          | Oefte 9 Karte                                                    | | vermutlich 19. Jahrhundert         | 8. September 1988  | 292             |
| weitere Bilder                                | Ehemalige Rindersberger Mühle                         | Rindersberger Mühle 13 Karte                                     | | 1745                               | 10. Dezember 1987  | 293             |
| weitere Bilder                                | ehemalige Kammgarnspinnerei Scheidt                   | Ringstr./Promenadenweg/Bachstr. Karte                            | | 1882–1883                          | 31. August 2010    | 960             |
| weitere Bilder                                | Wohnhaus                                              | Ringstraße 17-27 Karte                                           | | 1906                               | 10. Dezember 1987  | 294             |
| weitere Bilder                                | Stahl-Wohnhäuser                                      | Ringstraße 154, 156, 158, 160 Karte                              | | 1927                               | 10. Dezember 1987  | 295             |
| weitere Bilder                                | Wohnhaus                                              | Ringstraße 174 Karte                                             | | 2. Hälfte 18. Jahrhundert          | 10. Juli 1986      | 187             |
| weitere Bilder                                | Wohn- und Kontorhaus                                  | Ringstraße 199 Karte                                             | | 1888                               | 5. Juli 1995       | 862             |
| Fachwerkhaus, teilw. verschiefert             | Fachwerkhaus, teilw. verschiefert                     | Ringstraße 207 Karte                                             | | 18./frühes 19. Jahrhundert         | 13. Juli 1995      | 860             |
| weitere Bilder                                | Fachwerkhaus                                          | Ringstraße 213 Karte                                             | | um 1800                            | 10. Dezember 1987  | 297             |
| Wohn- und Geschäftshaus                       | Wohn- und Geschäftshaus                               | Ruhrstraße 5 Karte                                               | | 19. Jahrhundert                    | 10. Dezember 1987  | 298             |
| Fachwerkhaus                                  | Fachwerkhaus                                          | Ruhrstraße 7 Karte                                               | | 19. Jahrhundert                    | 10. Dezember 1987  | 299             |
| Fachwerkwohnhaus                              | Fachwerkwohnhaus                                      | Ruhrstraße 22 Karte                                              | | vermutlich 17. Jahrhundert         | 10. Dezember 1987  | 300             |
| Wohnhaus                                      | Wohnhaus                                              | Ruhrstraße 26 Karte                                              | | 1. Hälfte 19. Jahrhundert          | 10. Dezember 1987  | 301             |
| Wohnhaus                                      | Wohnhaus                                              | Ruhrstraße 28 Karte                                              | | Ende 19. Jahrhundert               | 10. Dezember 1987  | 302             |
| Wohn- und Geschäftshaus                       | Wohn- und Geschäftshaus                               | Ruhrstraße 30 Karte                                              | | 1. Hälfte 19. Jahrhundert          | 10. Dezember 1987  | 303             |
| Fachwerkhaus                                  | Fachwerkhaus                                          | Ruhrstraße 32 Karte                                              | | 18./19. Jahrhundert                | 10. Dezember 1987  | 304             |
| Wohnhaus                                      | Wohnhaus                                              | Ruhrstraße 34 Karte                                              | | spätes 19. Jahrhundert             | 10. Dezember 1987  | 305             |
| Fachwerkwohnhaus                              | Fachwerkwohnhaus                                      | Ruhrstraße 39/41 Karte                                           | | 18. Jahrhundert                    | 14. Mai 1987       | 213             |
| weitere Bilder                                | Fachwerkhaus                                          | Ruhrstraße 42 Karte                                              | | vermutlich 17. Jahrhundert         | 10. Dezember 1987  | 306             |
| weitere Bilder                                | Fachwerkhaus                                          | Ruhrstraße 44 Karte                                              | | 19. Jahrhundert                    | 10. Dezember 1987  | 307             |
| weitere Bilder                                | Fachwerkhaus                                          | Ruhrstraße 46 Karte                                              | | 1. Hälfte 19. Jahrhundert          | 10. Dezember 1987  | 308             |
| BW                                            | Kellergewölbe                                         | Ruhrstraße 48 Karte                                              | | 18./19. Jahrhundert                | 10. März 1994      | 806             |
| weitere Bilder                                | Wohn- und Geschäftshaus                               | Ruhrstraße 50 Karte                                              | | 1. Hälfte 19. Jahrhundert          | 14. Mai 1987       | 214             |
| Fachwerkhaus                                  | Fachwerkhaus                                          | Ruhrstraße 53 Karte                                              | | nach Mitte 19. Jahrhundert         | 10. Dezember 1987  | 309             |
| Fachwerkhaus                                  | Fachwerkhaus                                          | Ruhrstraße 57 Karte                                              | | vermutlich 18. Jahrhundert         | 10. Dezember 1987  | 310             |
| Fachwerkwohnhaus                              | Fachwerkwohnhaus                                      | Ruhrstraße 59 Karte                                              | | vor 1821                           | 10. Dezember 1987  | 311             |
| Fachwerkhaus                                  | Fachwerkhaus                                          | Ruhrstraße 63 Karte                                              | | vermutlich 17. Jahrhundert         | 10. Dezember 1987  | 312             |
| weitere Bilder                                | Wohnhaus                                              | Ruhrstraße 65 Karte                                              | | Wende 17./18. Jahrhundert          | 14. Februar 1985   | 90              |
| Wohnhaus                                      | Wohnhaus                                              | Ruhrstraße 67 Karte                                              | | 18. Jahrhundert                    | 8. September 1994  | 824             |
| weitere Bilder                                | Wohnhaus                                              | Ruhrstraße 69 Karte                                              | | 1645                               | 8. Juni 1989       | 424             |
| weitere Bilder                                | Alte Apotheke                                         | Ruhrstraße 71 Karte                                              | | 1644–1645                          | 14. Februar 1985   | 91              |
| weitere Bilder                                | Fachwerkhaus                                          | Ruhrstraße 73 Karte                                              | | 18./19. Jahrhundert                | 10. Dezember 1987  | 313             |
| weitere Bilder                                | Fachwerkhaus                                          | Ruhrstraße 75 Karte                                              | | 17. Jahrhundert                    | 10. Dezember 1987  | 314             |
| weitere Bilder                                | ehemalige Textilfabrik Scheidt                        | Ruhrstraße 79 a/b, ehemals Promenadenweg 2 Karte                 | | 1837                               | 16. Dezember 2001  | 758             |
| Villa Scheidt                                 | Villa Scheidt                                         | Ruhrstraße 91/93 Karte                                           | Durch den Tuchfabrikanten Julius Scheidt und seiner Ehefrau Julie geborene Fuhrmann in Auftrag gegeben. | nach 1830                          | 10. Dezember 1987  | 315             |
| weitere Bilder                                | Wohnhaus in Fachwerkbauweise                          | Ruhrstraße 98 Karte                                              | | 1821                               | 14. Mai 1987       | 215             |
| weitere Bilder                                | Bahnhof Kettwig                                       | Ruhrtalstraße 345 Karte                                          | | 1872–1873                          | 5. August 1987     | 219             |
| Wohn- und Geschäftshaus                       | Wohn- und Geschäftshaus                               | Ruhrtalstraße 462 Karte                                          | | 1827                               | 10. Juli 1986      | 188             |
| Fachwerkhäuser                                | Fachwerkhäuser                                        | Schulstraße 16/18 Karte                                          | | 1937                               | 22. Mai 1997       | 888             |
| BW                                            | Fachwerkhaus                                          | Sengenholzer Weg 33 Karte                                        | | Anfang 19. Jahrhundert             | 8. September 1988  | 316             |
| Fachwerkhaus, teilw. verschiefert             | Fachwerkhaus, teilw. verschiefert                     | Steinweg 3 Karte                                                 | | vor 1821                           | 10. März 1997      | 807             |
| Fachwerkhaus                                  | Fachwerkhaus                                          | Steinweg 5a Karte                                                | | 18. Jahrhundert                    | 10. Dezember 1987  | 317             |
| Fachwerkwohnhaus                              | Fachwerkwohnhaus                                      | Steinweg 6 Karte                                                 | | 19. Jahrhundert                    | 10. Dezember 1987  | 318             |
| weitere Bilder                                | Schloss Oefte                                         | Werdener Straße/Oefte 1, 1a, 2, 3 Karte                          | war ein Lehen der Reichsabtei Werden | um 840 erstmals urkundlich erwähnt | 14. Februar 1985   | 92              |
| Wohnhaus                                      | Wohnhaus                                              | Werdener Straße 77 Karte                                         | | 2. Hälfte 19. Jahrhundert          | 8. Juni 1989       | 425             |
| Fachwerkhaus                                  | Fachwerkhaus                                          | Zur Alten Fähre 46/48/50 Karte                                   | | 18. Jahrhundert                    | 10. Dezember 1987  | 319             |